# FC United Zürich
| Saison  | Liga                  | Platz   |
| ------- | --------------------- | ------- |
| 2007/08 | 4. Liga               | 9/11    |
| 2008/09 | 4. Liga               | 1/11    |
| 2009/10 | 3. Liga               | 1/12    |
| 2010/11 | 2. Liga regional      | 2/14    |
| 2011/12 | 2. Liga regional      | 1/14    |
| 2012/13 | 2. Liga interregional | 5/14    |
| 2013/14 | 2. Liga interregional | 6/14    |
| 2014/15 | 2. Liga interregional | 1/14    |
| 2015/16 | 1. Liga               | 3/14    |
| 2016/17 | Promotion League      | 15/16   |
| 2017/18 | Promotion League      | 16/16   |
| 2018/19 | 1. Liga               | 14/14   |
| 2019/20 | 2. Liga interregional | Abbruch |
| 2020/21 | 2. Liga interregional | 13/13   |
| 2021/22 | 2. Liga               | 13/14   |
| 2022/23 | 3. Liga               | 10/12   |
| 2023/24 | 3. Liga               | 11/12   |
| 2024/25 | 4. Liga               | …       |

Der FC United Zürich (Fussballclub United Zürich) ist ein Schweizer Fussballverein aus der Stadt Zürich. Die erste Mannschaft spielt ab der Saison 2024/25 in der 4. Liga. Der grösste Vereinserfolg war der Aufstieg in die Promotion League 2016.

## Geschichte
Der Verein wurde am 1. Juli 1985 von der türkeistämmigen Gemeinschaft in Zürich als FC Fenerbahce Zürich gegründet und spielte in den tiefsten Regionalligen. Der ehemals türkisch dominierte Verein entfernte sich seither jedoch zunehmend von den Wurzeln, sodass zuletzt gar keine Türken mehr im Aufgebot standen.
2008, mitten im Abstiegskampf in der 4. Liga, übernahmen Orhan Yilmaz und Bernhard Fanger den FC Fenerbahce, mit dem Ziel, einen neuen Verein mit „Multi-Kulti“-Philosophie in Zürich aufzubauen. Am 18. März 2010 wurde, um die Öffnung für alle Nationalitäten zu demonstrieren, eine Namensänderung in FC United Zürich vollzogen. Inzwischen in der 3. Liga, verkündete der Verein in einem doppelseitigen Zeitungsinserat, dem FCZ, GC, YB, FCB, FCSG und FCL „Feuer unterm Hintern“ zu machen. Man strebe an, 2018 Schweizer Meister zu werden. Diese PR-Kampagne führte zu grossem Aufsehen, auch von Seiten der Zürcher Grossvereine FCZ und GC gab es Reaktionen.
Mit Hilfe von Neuverpflichtungen von Ex-Profispielern und Massimo Rizzo als Trainer, danach Co-Trainer beim FC Zürich, konnte bis 2012 der zweite und der dritte Aufstieg bewerkstelligt werden. Ab 2012 spielte der FC United Zürich in der 2. Liga interregional. Im Januar 2013 traten die Gründer Yilmaz und Fanger zurück. Als Nachfolger konnte Gabriel Zeyrek gefunden werden, der wieder verstärkt auf den Aufstieg pochte, weshalb der ehemalige Super-League-Trainer Ryszard Komornicki engagiert wurde, der den Verein umgehend an die Tabellenspitze führte.
In der Saison 2014/15 gelang dem Verein der Aufstieg in die 1. Liga. Dort erreichte man auf Anhieb den Platz 3 und dadurch die Qualifikation zu den Aufstiegsspielen zur Promotion League. In der ersten Runde schlug man mit Stade Lausanne-Ouchy das Team, das in der Qualifikation am meisten Punkte erspielt hatte, scheiterte dann aber in der zweiten Runde am FC La Chaux-de-Fonds. Aufgrund des Konkurses des FC Biel-Bienne wurde jedoch ausnahmsweise ein dritter Aufsteiger ermittelt, so trat der FC United Zürich in einem Barragespiel gegen den FC Baden an, den man mit 2:0 besiegte.
In dieser erfolgreichsten Phase des Vereins gehörten unter Spielern viele Ex-Profis wie der Spielertrainer Savvas Exouzidis (ex-Panionios Athen), Gabriel Machado (ex-GC Zürich) und Thomas Weller (ex-FC St. Gallen). Die vermeintlichen Transfercoups Ronaldo und Rivaldo kamen nie zustande.
Im Dezember 2016 wurde Piero Bauert, der auch beim Ligakonkurrenten SC YF Juventus verantwortlich ist, Präsident. Daraufhin wurden auch der Trainer und ein Grossteil des Kaders ausgewechselt. Im Mai 2017 stieg der FC United Zürich sportlich ab, profitierte jedoch erneut am grünen Tisch aufgrund des Rückzugs des FC Le Mont-sur-Lausanne. Nach dem Rücktritt von Bauert kam es erneut zu einem Besitzerwechsel. Diesmal übernahmen die Verantwortlichen der Spielergewerkschaft SAFP. In der Folgesaison stieg man abgeschlagen auf dem letzten Platz in die 1. Liga ab. In der Saison 2018/19 folgte der nächste Abstieg in die 2. Liga interregional.
2019 wurde der Verein vom sudanisch-kubanischen Arzt Ali Gibreil Musa übernommen und komplett neu aufgesetzt. Alle bisherigen Funktionäre des Vereins schieden aus und alle Posten wurden neu besetzt.
In der Saison 2020/21 folgte der nächste Abstieg aus der 2. Liga unterregional in die 2. Liga regional. Eine Saison später stieg der Verein aus der 2. Liga in die 3. Liga ab. In der Saison 2022/23 gelang dem Verein der Klassenerhalt am letzten Spieltag, ehe 2023/24 am zweitletzten Spieltag der Abstieg in die 4. Liga erfolgte. In der Saison 2024/25 tritt der Verein in der 4. Liga an.

## Trainer und Spieler
- Daniel Stucki (2010–2011), 3-facher Schweizer Meister.

Weitere Trainer/Spieler sind in der Kategorie:Person (FC United Zürich) zu finden.